# 納瓦霍縣
納瓦霍縣（英語：Navajo County）是美国亞利桑那州東部的一個郡，北鄰犹他州，面積25,795平方公里。根據2020年美國人口普查，納瓦霍縣共有人口10萬6,717人。納瓦霍縣的縣治為荷布魯克。霍皮族保留地、纳瓦霍族保留地以及亞帕基堡印第安保留地亦位於納瓦霍縣內。納瓦霍縣成立於1995年3月21日，縣名紀念納瓦霍人。

## 地理

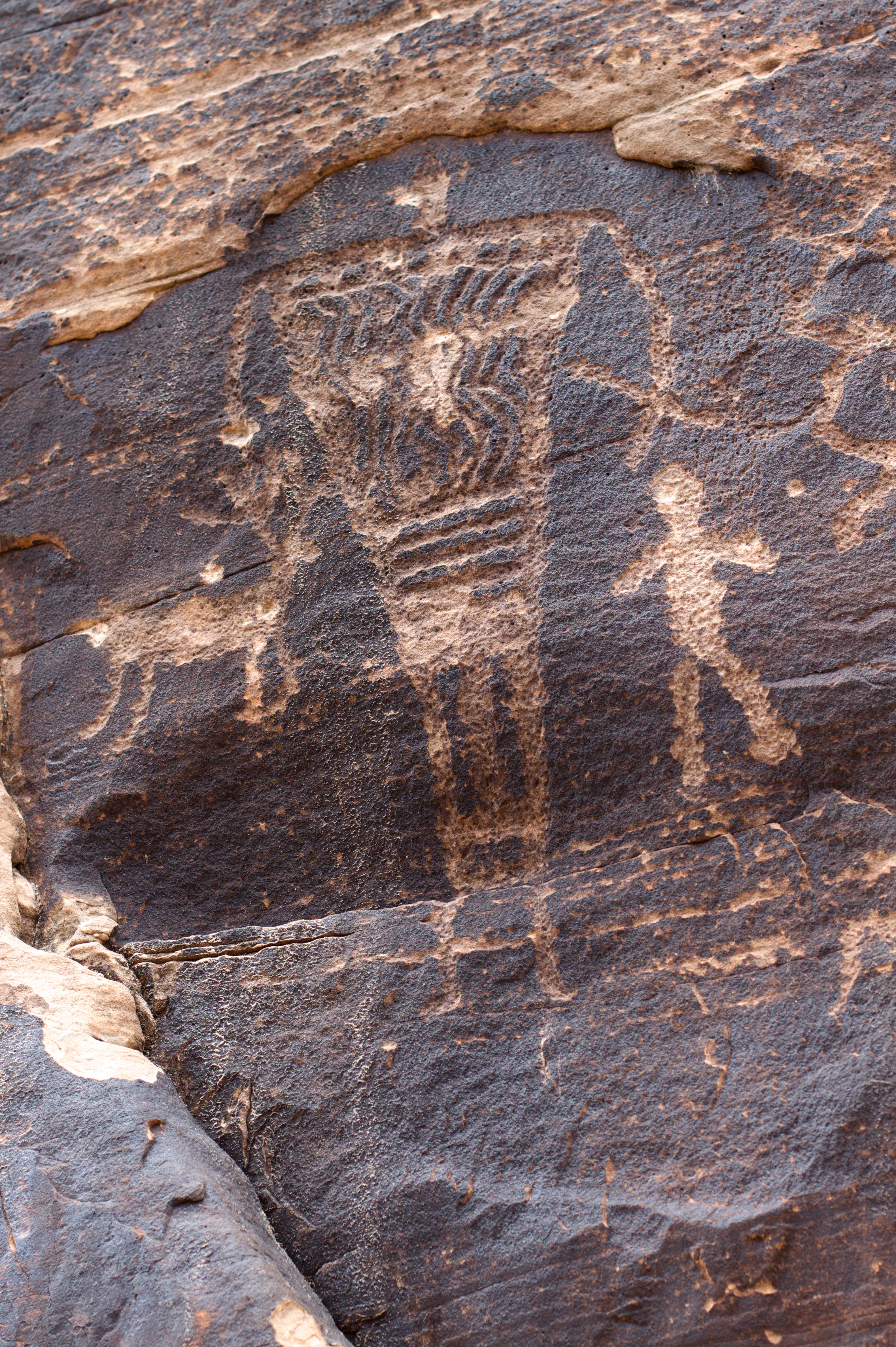
岩畫峽谷牧場中的岩畫

根據2000年人口普查，納瓦霍縣的面積為9,959.49平方英里（25,795.0平方），其中有9,953.18平方英里（25,778.6平方），即99.94%為陸地；6.31平方英里（16.3平方），即0.06%為水域。。納瓦霍縣是州中面積第四大縣份，亦是美國面積第11大縣份。

### 毗鄰縣
- 亞利桑那州 阿帕契縣：東方
- 亞利桑那州 葛蘭姆縣：南方
- 亞利桑那州 希拉縣：西南方
- 亞利桑那州 可可尼諾縣：西方
- 猶他州 聖胡安縣：北方

### 印第安保留地
納瓦霍縣擁有總面積為6,632.73平方英里（17,178.7平方）的印第安保留地，是印第安保留地面積第三多的縣份，位列阿帕契縣和可可尼諾縣之下。面積最大的印第安保留地為纳瓦霍族保留地，其次為霍皮族保留地，最後才是亞帕基堡印第安保留地。

### 國家保護區
- 阿帕奇-希特格里夫斯国家森林（部份）
- 納瓦霍國家紀念區（英语：Navajo National Monument）
- 石化林國家公園（部份）

## 人口
| 调查年                              | 人口    | 备注 | %±    |
| ----------------------------------- | ------- | ---- | ----- |
| 1900                                | 8,829   |      | —     |
| 1910                                | 11,471  |      | 29.9% |
| 1920                                | 16,077  |      | 40.2% |
| 1930                                | 21,202  |      | 31.9% |
| 1940                                | 25,309  |      | 19.4% |
| 1950                                | 29,446  |      | 16.3% |
| 1960                                | 37,994  |      | 29.0% |
| 1970                                | 47,715  |      | 25.6% |
| 1980                                | 67,629  |      | 41.7% |
| 1990                                | 77,658  |      | 14.8% |
| 2000                                | 97,470  |      | 25.5% |
| 2010                                | 107,449 |      | 10.2% |
| 2011年估计                          | 107,398 |      | 0.0%  |
| U.S. Decennial Census 2011 estimate |         |      |       |

### 2010年
根據2010年人口普查，莫哈維縣擁有107,449居民。莫哈維縣的人口是由49.3%白人、0.9%黑人、43.4%土著、0.5%亞洲人、0.1%太平洋岛民、3.3%其他種族和2.5%混血构成。而西班牙裔或拉丁美洲人佔了人口10.8%。

### 2000年
根據2000年人口普查，莫哈維縣擁有97,470居民、30,043住戶和23,073家庭。。其人口密度為每平方英里10居民（每平方公里4居民）。莫哈維縣擁有47,413間房屋单位，其密度為每平方英里5間（每平方公里2間）。莫哈維縣的人口是由45.91%白人、0.88%黑人、47.74%土著、0.33%亞洲人、0.05%太平洋岛民、3.15%其他種族和5.94%混血构成。而西班牙裔或拉丁美洲人佔了人口8.22%。在97,470居民中，有24.77%母語為納瓦荷語、5.94%為其他南德内语支、4.71%西班牙語以及3.23%霍皮語。
在30,043住户中，有40.50%擁有一個或以上的兒童（18歲以下）、55.50%為夫妻、16.30%為單親家庭、而有23.20%為非家庭。其中19.90%住户為獨居，7.20%為同居長者。平均每戶有3.17人，而平均每個家庭則有3.68人。在97,470居民中，有 35.40%為18歲以下、8.80%為18至24歲、25.30%為25至44歲、20.40%為45至64歲以及10.00%為65歲以上。人口的年齡中位數為30歲，每100個女性就有98.70個男性。而每100個成年女性（18歲以上）就有97.20個成年男性。
莫哈維縣的住戶收入中位數為$28,569，而家庭收入中位數則為$32,409。男性的收入中位數為$30,509，而女性的收入中位數則為$21,621。莫哈維縣的人均收入為$11,609。約23.40%家庭和29.50%人口在貧窮線以下。